# Pfarrhaus (Augsburg-Bergheim)

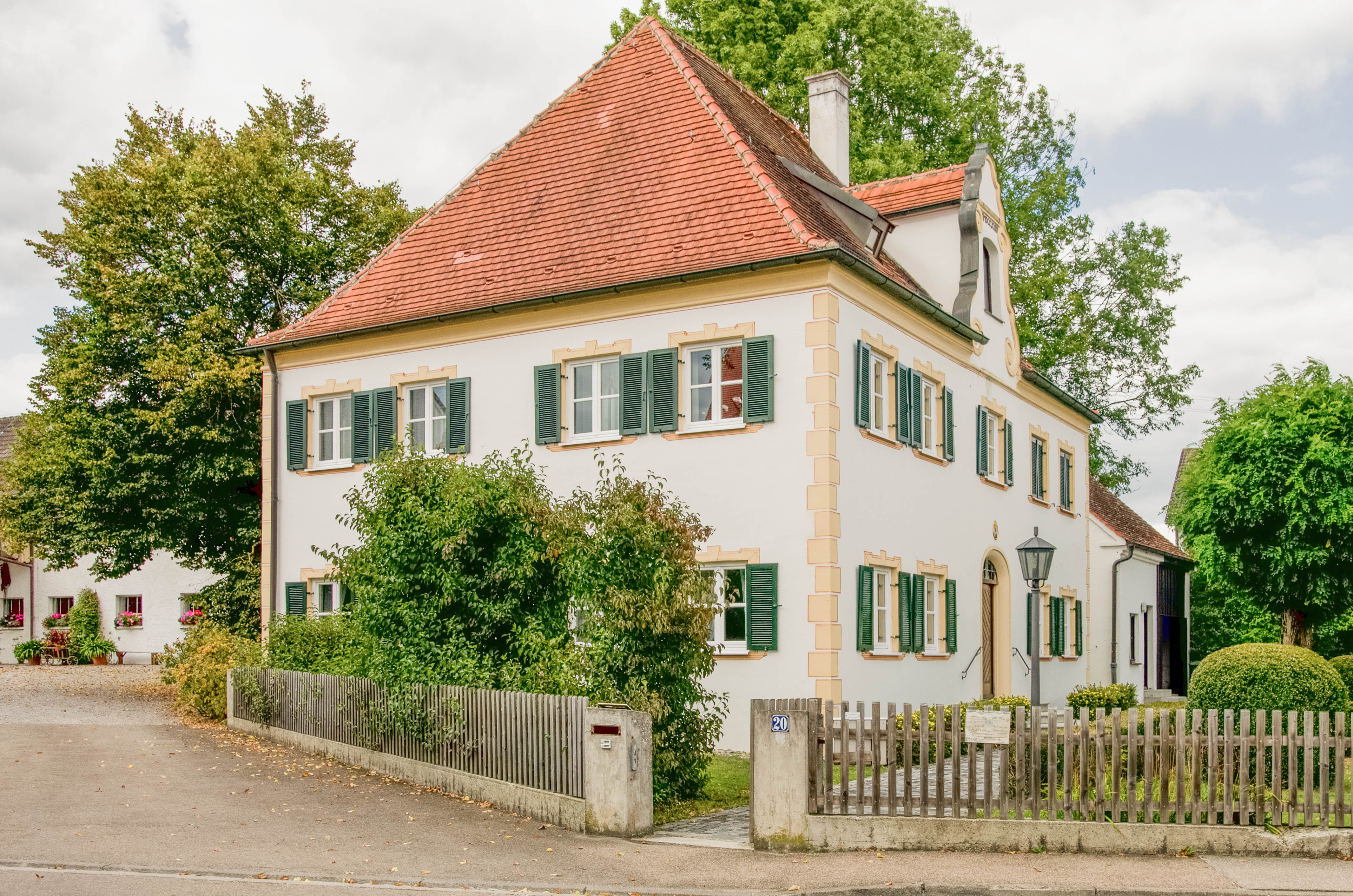
Pfarrhaus in Bergheim

Das Pfarrhaus in Augsburg-Bergheim, ein prägnantes Beispiel barocker Baukunst, wurde 1773 unter der Leitung des Baumeisters Johann Martin Pentenrieder errichtet. Es befindet sich an der Hauptstraße 20 und ist als Baudenkmal in die Bayerische Denkmalliste eingetragen.
Der zweigeschossige Walmdachbau verfügt über vier zu vier Fensterachsen und einen volutengerahmten Zwerchgiebel, der eine rundbogige Aufzugsöffnung aufweist.

## Sanierung
Aufgrund seines maroden Zustands wurde 1982 das Pfarrbüro in die Pfarrwohnanlage am Wirtshölzelweg verlegt. Die Diözese plante daraufhin, das Gebäude anschließend zu verkaufen. Doch der Pfarrgemeinderat und die Kirchenverwaltung mobilisierten zahlreiche Helfer, um das historische Bauwerk zu sanieren.
Während der Sanierung erhielt die Fassade eine Scheinmalerei mit Eckrustika und Fensterfaschen, die den barocken Charakter des Gebäudes betont. Nach Abschluss der Arbeiten im Jahr 1985 wurde das Pfarrhaus feierlich eingeweiht und blieb so als prägender Teil des Ortsbildes von Bergheim erhalten.